# 6대 개혁
6대 개혁(六大改革) 또는 6개의 개혁(六つの改革)은 1996년 ~ 1998년 일본 내각이었던 하시모토 내각이 가장 중요하다고 생각한 과제들로 행정 개혁, 재정 구조 개혁, 사회보장 구조 개혁, 경제 구조 개혁, 금융 시스템 개혁, 교육 개혁을 말한다.
1996년 1월 11일 무라야마 내각이 총사퇴한 뒤 자사사 연립 정권을 유지한 상태로 하시모토 류타로가 총리직에 취임했다. 하시모토는 22일 제136회 국회에 출석하여 시정방침 연설을 했는데 "나는 이 내각의 사명을 「변혁」과 「창조」로 하여 한 층 더 강고한 3당 연립의 신뢰 관계 속에서 강인한 일본 경제의 재건, 오래 살아서 다행이다라고 생각할 수 있는 장수 사회의 건설, 평화와 번영의 창조를 위한 자립 외교의 전개, 이를 실현할 수 있는 행재정 개혁의 추진 등 네 가지를 이 내각의 가장 중요한 과제로 위치짓겠다"라고 말했다. 이후 9월 27일 중의원을 해산하여 10월 20일 제41회 일본 중의원 의원 총선거를 치렀다. 자유민주당은 단독으로 과반에 가까운 239석을 얻었고 사회민주당과 신당 사키가케는 의석 수를 크게 잃어 각외 협력으로 나갔고 연립 정권은 사실상 무너졌다.
11월 29일 제139회 국회에 출석해 시정방침 연설을 하며 "나는 국민 한 사람 한 사람이 장래에 꿈이나 목표를 가지고 창조성과 도전 정신을 마음껏 발휘할 수 있는 사회를 목표로 삼고 있다. 이를 실현하기 위해 행정 개혁, 경제 구조 개혁, 금융 시스템 개혁, 사회보장 구조 개혁, 재정 구조 개혁 등 다섯 개의 개혁을 이 내각의 가장 중요한 과제로 하겠다"고 밝혀 다섯 가지의 개혁을 제창했다.
1997년 1월 20일 제140회 국회가 개원하자 시정방침 연설을 통해 "전후 50년 동안 우리나라는 국민 각층과 지역의 평등성을 구하면서 풍족한 국민 생활을 손에 넣는 것을 목표로 해왔다", "하지만 세계가 일체화되고 사람, 물건, 자금, 정보가 자유롭게 이동하는 시대에서 현재의 틀은 오히려 우리나라의 활력 있는 발전을 방해하고 있다. 세계의 조류를 선점하여 경제 사회 시스템을 하루라도 빨리 창조해야 한다", "내가 행정, 재정, 사회보장, 경제, 금융 시스템에 교육을 더한 여섯 개의 개혁을 일체적으로 단행해야 한다고 말씀드리는 것은 바로 이를 위한 것이다"라고 말하여 6대 개혁의 필요성을 호소했다.

## 같이 보기
- 전후 정치의 총결산
- 성역 없는 구조 개혁
- 중앙 성청 개편
- 금융 빅뱅
- 경제재정자문회의